# Lijst van voetbalinterlands Oost-Timor - Singapore
Deze lijst van voetbalinterlands is een overzicht van alle officiële voetbalwedstrijden tussen de nationale teams van Oost-Timor en Singapore. De landen speelden tot op heden drie keer tegen elkaar. De eerste ontmoeting, een groepswedstrijd tijdens de Zuidoost-Azië Cup 2018, werd gespeeld op 21 november 2018 in Singapore. Het laatste duel, een groepswedstrijd tijdens de Zuidoost-Azië Cup 2024, vond plaats in Hanoi (Vietnam) op 14 december 2024.

## Wedstrijden
| № | Plaats    | Datum            | Competitie             | Wedstrijd              | Uitslag |
| - | --------- | ---------------- | ---------------------- | ---------------------- | ------- |
| 1 | Singapore | 21 november 2018 | Zuidoost-Azië Cup 2018 | Singapore – Oost-Timor | 6 − 1   |
| 2 | Singapore | 14 december 2021 | Zuidoost-Azië Cup 2020 | Singapore − Oost-Timor | 2 − 0   |
| 3 | Hanoi     | 14 december 2024 | Zuidoost-Azië Cup 2024 | Oost-Timor − Singapore | 0 − 3   |

## Samenvatting
| Competitie        | Totaal gespeeld | Winst Oost-Timor | Gelijk | Winst Singapore | Doelsaldo Oost-Timor – Singapore |
| ----------------- | --------------- | ---------------- | ------ | --------------- | -------------------------------- |
| Zuidoost-Azië Cup | 3               | 0                | 0      | 3               | 1 − 11                           |
| Totaal            | 3               | 0                | 0      | 3               | 1 − 11                           |

FFTL · A-internationals · Oost-Timorees vrouwenelftal
2000 – 2009 · 
2010 – 2019
2003 · 
2004 · 
2005 · 
2006 · 
2007 · 
2008 · 
2009 · 
2010 · 
2011 · 
2012 ·
2015 ·
2016
Brunei ·
Cambodja ·
Filipijnen ·
Hongkong ·
Indonesië ·
Laos ·
Libanon ·
Malediven ·
Maleisië ·
Mongolië ·
Myanmar ·
Nepal ·
Palestina ·
Saoedi-Arabië ·
Singapore ·
Tadzjikistan ·
Taiwan ·
Thailand ·
Verenigde Arabische Emiraten
FAS · 
Lijst van A-internationals · 
Singaporees vrouwenelftal
1960 – 1969 ·
1970 – 1979 ·
1980 – 1989 ·
1990 – 1999 ·
2000 – 2009 ·
2010 – 2019
Afghanistan ·
Argentinië ·
Australië · 
Azerbeidzjan · 
Bahrein · 
Bangladesh · 
Brunei · 
Cambodja · 
Canada · 
China · 
Denemarken · 
Fiji ·
Filipijnen · 
Finland · 
Ghana · 
Guam ·
Hongkong · 
India · 
Indonesië · 
Irak · 
Iran · 
Israël · 
Japan · 
Jemen ·
Jordanië · 
Kazachstan · 
Kirgizië · 
Koeweit · 
Laos · 
Libanon · 
Macau · 
Malediven · 
Maleisië · 
Mauritius ·
Mongolië · 
Myanmar · 
Nepal · 
Nieuw-Zeeland · 
Noord-Korea · 
Noorwegen · 
Oezbekistan · 
Oman · 
Oost-Timor · 
Pakistan · 
Palestina · 
Papoea-Nieuw-Guinea ·
Polen · 
Qatar ·
Salomonseilanden · 
Saoedi-Arabië · 
Sri Lanka · 
Syrië · 
Tadzjikistan · 
Taiwan · 
Thailand · 
Turkmenistan · 
Uruguay · 
Verenigde Arabische Emiraten · 
Vietnam · 
Zuid-Korea · 
Zuid-Vietnam · 
Zweden